# Prosena jactans
Prosena jactans là một loài ruồi trong họ Tachinidae.